# La Maddalena penitente

« Marie-Madeleine repentante » par Le Titien (vers 1565 ; collection du Getty Center).

La Maddalena penitente ovvero Il Trionfo della Grazia (« Madeleine repentante ou le triomphe de la grâce ») ou plus simplement La Maddalena (R.499.6), est un oratorio pour trois solistes (SSA), cordes et basse continue d'Alessandro Scarlatti et sur un livret du cardinal Benedetto Pamphili, créé à Rome au théâtre du séminaire romain le 18 mars 1685 en présence de divers cardinaux et des meilleurs musiciens romains de l'époque — dont Corelli et Pasquini. 
L'oratorio a eu un grand succès lors de la première romaine, ce qui lui vaut des représentations à Modène (1686, avec le titre de La Maddalena pentita), Florence (1693 et 1699, avec le titre de La conversione di Santa Maria Maddalena), Mantoue (1695), Bologne (1696, 1699 et 1704) et Vienne (1701 et 1707).

## La Maddalena
Oratorio in due parti a tre voci con strumenti (Rome 1685).
| Maddalena | soprano |
| Penitenza | alto    |
| Gioventù  | soprano |

### Première partie
- Recitativo (Maddalena) - "Nel  troppo del mio core"
- Aria (Maddalena) - "Gioventù senza teneri amori"
- Recitativo (Maddalena, Penitenza) - "Ma quale ahime si volga"
- Aria (Maddalena) - "Il cammin di lieta prora"
- Recitativo (Penitenza) - "No'l nego, è ver, la Penitenza io sono"
- Aria (Penitenza) - "Il piacer nel teatro del mondo"
- Recitativo (Maddalena) - "Forse tu narri il vero"
- Duetto (Penitenza, Maddalena) - "Perché tù mi fuggi?
- Recitativo (Gioventù) - "Donna vaga, e gentil"
- Aria (Gioventù) - "Se fuggon quegli anni"
- Aria (Maddalena) - "Dal fiore degli anni"
- Aria (Gioventù) - "Ma poi siam  più tardi"
- Aria (Maddalena) - "Sia lunga, gradita"
- Recitativo (Penitenza) - "Mà poi?"
- Aria (Maddalena) - "Mondo, le gioie tue son corte"
- Recitativo (Penitenza) - "Anima destinata a eterne pene"
- Duetto (Penitenza, Maddalena) - "Risolvi seguirmi?/Seguirti? chi sà?"
- Recitativo (Penitenza, Maddalena) - "Ma come?"
- Aria (Maddalena) - "Non piango, ma parmi"
- Recitativo (Penitenza) - "Figlia, tal'hora il Cielo"
- Aria (Penitenza) - "Non ha sempre severo"
- Recitativo (Gioventù) - "Oltraggia la bellezza"
- Aria (Gioventù) - "Goda ogn'un quella pace"
- Recitativo (Maddalena, Gioventù) - "Aspra è la via"
- Aria (Gioventù) - "Ne l'età destinata agli amori"
- Recitativo (Penitenza, Gioventù, Maddalena) - "Dimmi, incauta donzella"
- Aria (Maddalena) - "Risolvo di più non vedervi"

### Seconde partie
- Aria (Penitenza) - "Ma in quel core cangiato in pietra"
- Recitativo (Penitenza) - "Figlia, già nel tuo viso"
- Aria (Maddalena) - "Sento a l'alma nova vita"
- Recitativo (Penitenza) - "No, che questi sono"
- Aria (Penitenza) - "Sospenda le lacrime il ciglio"
- Recitativo (Penitenza) - "Lungi non è quel giorno"
- Recitativo (Maddalena, Penitenza) - "Vanto di penitente"
- Aria (Penitenza) - "Spiriti voi, che in ciel reggete"
- Sinfonia vaga, e soave, che descriva il moto dei Cieli
- Recitativo (Maddalena) - "Spiriti beati, o quale"
- Aria (Maddalena) - "Godo, ma come"
- Recitativo (Penitenza, Gioventù) - "Mio Dio, del cielo a l'opre"
- Aria (Gioventù) - "Fù mio vanto ad ogni sguardo"
- Recitativo (Penitenza) - "Cara, e gentile amica"
- Aria (Gioventù) - "Già di fiori per cingermi altera"
- Recitativo (Maddalena, Penitenza) - "Se di troncar tu godi"
- Duetto (Maddalena, Gioventù) - "Per far bella la mia pace"
- Recitativo (Penitenza) - "Diasi fine a le pene"
- Aria (Penitenza) - "Il mio piede felici seguite"
- Recitativo (Penitenza, Gioventù) - "Mondo, per darsi a Dio"
- Aria (Gioventù) - "Mio Giesù, quando s'accende"
- Recitativo (Maddalena) - "Su, quel sentier si prenda"
- Aria (Penitenza) - "Bell'honor di Primavera!"
- Recitativo (Penitenza) - "Erra l'human desio"

## Manuscrits
- Manuscrit de la Bibliothèque nationale centrale de Rome, I-Rn (Mss.mus.63) [lire en ligne]
- Manuscrit de la Bibliothèque Estense de Modène, I-MOe (Mus.F.1056) [lire en ligne]
- Manuscrit de la Sächsische Landesbibliothek de Dresde, D-Dl (Mus.2122-D-7) [lire en ligne][PDF] sur IMSLP

## Enregistrements
- La Maddalena - Silvia Piccollo, soprano (Maddalena) ; Gloria Banditelli, contralto (Penitenza) ; Rossana Bertini, soprano (Gioventù) ; Europa Galante, dir. Fabio Biondi (septembre 1993, Opus 111 OPS 30-96)[3] (OCLC 718177905) — version d'après le Ms. de Modène.